# Trepadeira-comum
Trepadeira-comum ou trepadeira-do-sul (Certhia brachydactyla) é uma pequena ave passeriforme que pode ser encontrada em quase toda a Europa temperada e norte de África.

## Descrição
Esta pequena ave tem 12 a 13 cm de comprimento e um peso de 8 a 12 g, com uma cor parda e listras castanhas na parte superior e brancas no abdómen. Possui uma cauda rígida que a ajuda a sustentar-se nos troncos das árvores enquanto procura insectos. O bico é longo, fino e curvado para baixo. Tem as patas relativamente curtas, dando a impressão de estar agachada contra o tronco onde está pousada. Principal característica dois dedos virados para a frente e dois virados para trás em cada pata.

## Habitat
Prefere os bosques caducifólios velhos, parques e jardins.

## Alimentação
Ao contrário da trepadeira-azul que inspecciona os troncos das árvores de alto a baixo, a trepadeira-comum procura aranhas e pequenos insectos subindo os troncos. Em constante movimento, utiliza o seu bico fino e arqueado para capturar as suas presas da casca das árvores.

## Reprodução

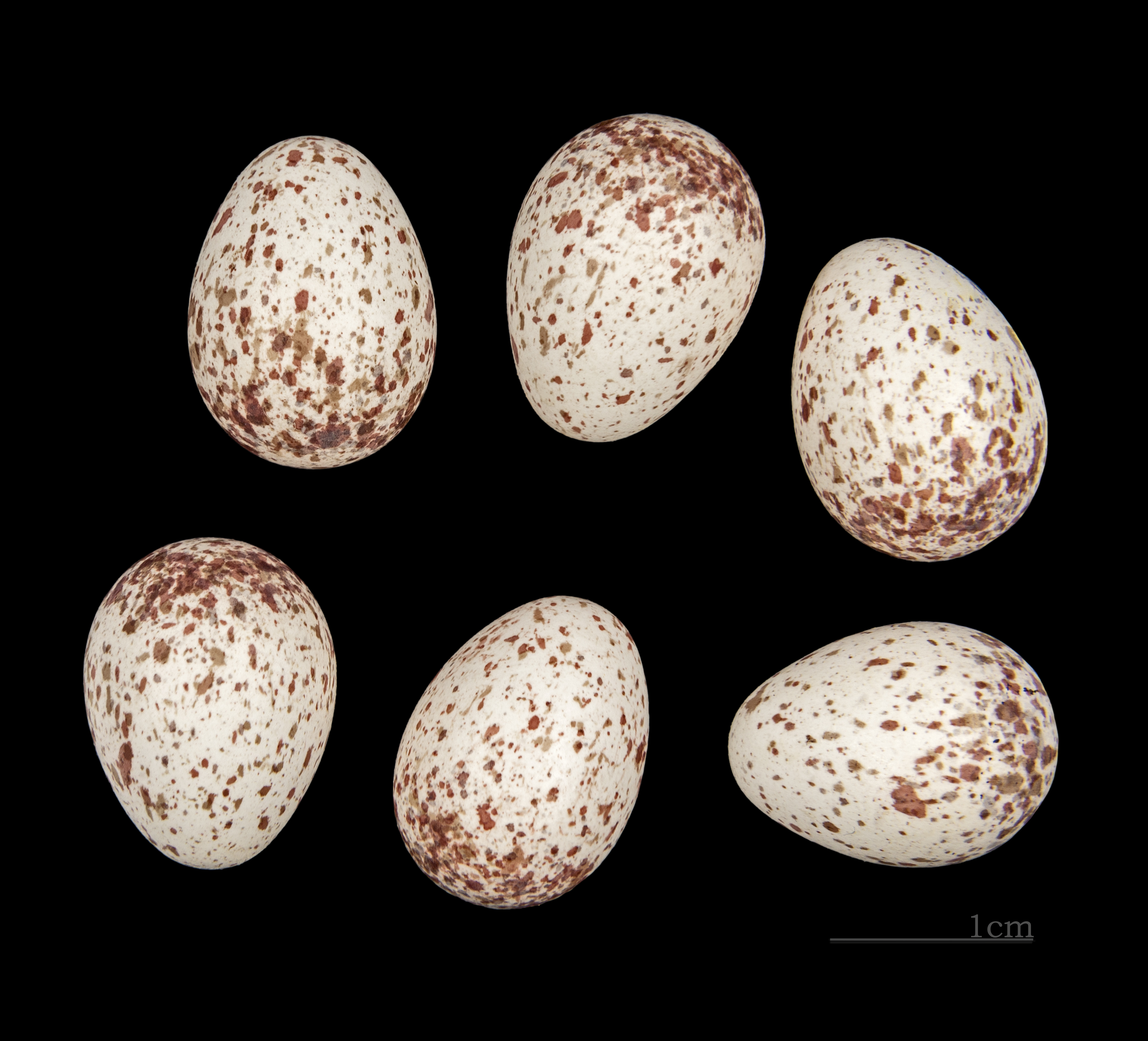
Certhia brachydactyla MHNT

Constrói o ninho numa cavidade da árvore ou por baixo de um pedaço de casca. A postura pode ter até seis ovos.

## Subespécies
São normalmente reconhecidas 5 subespécies de trepadeira-comum:
- C. b. megarhyncha - Europa a oeste da Alemanha e da Holanda, incluindo a parte ocidental de França e da Península Ibérica)
- C. b. brachydactyla - Europa continental para leste da distribuição da subespécie anterior, Sicília e Creta
- C. b. dorotheae - Chipre
- C. b. harterti - Ásia Menor
- C. b. mauritanica - norte de África